# Jack Samani
Jack Samani (* 7. Mai 1979) ist ein ehemaliger salomonischer Fußballspieler.

## Karriere
Bis 2003 spielte Samani bei Marist FC auf den Salomonen. 2004 wechselte der Mittelfeldspieler zu den Brisbane Wolves nach Australien, wo er bis 2005 aktiv war. 2006 unterschrieb er einen Vertrag bei Hekari United aus Port Moresby in Papua-Neuguinea, mit denen er im gleichen Jahr die erste Austragung der papua-neuguineischen Meisterschaft gewann. Zwischenzeitlich kehrte Samani zu Marist FC zurück, bevor er  2008 mit Hekari United erneut die nationale Meisterschaft gewann. 2009 wechselte er zum zweitklassigen Stadtrivalen PS United. Später spielte er wieder auf den Salomonen beim Kossa FC.
Für die salomonische Fußballnationalmannschaft bestritt Samani von 2000 bis 2007 insgesamt 26 Länderspiele und erzielte dabei sechs Tore. Er war Mitglied der legendären Mannschaft, die 2004 ins Finale des OFC-Nationen-Pokals einzog, dort jedoch im Finale gegen Australien in zwei Spielen unterlag. Im Hinspiel absolvierte Samani die volle Spielzeit, im Rückspiel wurde er in der 75. Minute für Alick Maemae eingewechselt. Außerdem spielte er für die Salomonen bei den OFC-Nationen-Pokalen 2000 in Tahiti und 2002 in Neuseeland und war Teilnehmer der Qualifikation zur Fußball-Weltmeisterschaft 2006 in Deutschland.

## Erfolge
- OFC-Nationen-Pokalfinalist: 2004
- Papua-neuguineischer Meister: 2006, 2008